# Max Leopold Wagner
Max Leopold Wagner, (Múnic, 17 de setembre de 1880-Washington, 9 de setembre de 1962) va ser un dels lingüistes més importants per a l'estudi de la llengua sarda. Es considera també que fou un dels romanistes més influents del segle xx.
Va ser gràcies a una beca de la Universitat de Múnic que Max Leopold Wagner va viatjar a Sardenya entre 1904 i 1906. Aquella estada li va permetre d'elaborar una tesi d'admissió a la Universitat de Múnic com a docent, la qual se centrava en la formació de les paraules en sard. El 1907, va completar el seu doctorat a Würzburg amb la seva tesi sobre el sistema fonològic dels dialectes sards meridionals (Lautlehre der südsardischen Mundarten).
Entre 1925 i 1927, va residir a Sardenya i així va poder realitzar els enregistraments que es destinaven a l'Atles lingüístic i etnogràfic d'Itàlia i del sud de Suïssa (Sprach- und Sachatlas Italiens und der Südschweiz) que publicaren els dialectòlegs Karl Jaberg i Jakob Jud entre 1928 i 1940.
Després, Wagner va publicar La Lingua sarda: storia, spirito e forma (1950). L'obra cabdal de Max Leopold Wagner la va redactar a Washington (on treballava des del 1951): el Dizionario Etimologico Sardo.
Des de 1947 fou membre corresponent de la Secció Filològica de l'Institut d'Estudis Catalans.